# 大石村 (三重県)
大石村（おいしむら）は三重県飯南郡にあった村。現在の松阪市の中部、櫛田川の中流左岸にあたる。

## 地理
- 山岳：白猪山
- 河川：櫛田川、六呂木川、滝谷川、谷川、矢下川

## 歴史
- 1889年（明治22年）4月1日 - 町村制の施行により、飯高郡大石村・小片野村・六呂木村の区域をもって大石村が発足。
- 1896年（明治29年）4月1日 - 所属郡が飯南郡に変更。
- 1955年（昭和30年）4月1日 - 松阪市に編入。同日大石村廃止。

## 交通

### 鉄道路線
- 三重交通
  - 松阪線：片野橋駅 - 大石駅

### 道路
- 国道166号